# شهرستان پوتاواتامی (کانزاس)
شهرستان پاتواتومی، کانزاس (به انگلیسی: Pottawatomie County, Kansas) شهرستانی در ایالات متحده آمریکا است که در کانزاس واقع شده‌است.